# Жінки в ОУН та УПА

### Відомі діячки УВО, ОУН та УПА
| Ім'я, прізвище                              | Портрет | Псевдо                                                       | Нар.         | Пом.     | Діяльність |
| ------------------------------------------- | ------- | ------------------------------------------------------------ | ------------ | -------- | --- |
| Абрам'юк Ольга                              |         | «Бараболька», «Оксана», «142-Уа»                             | 1925         | 1951     | Воячка УПА. Керівниця техланки референтури пропаганди Товмацького надрайонного проводу ОУН. Лицарка Бронзового хреста заслуги. |
| Антонович Мирослава                         |         | «Сурма»                                                      | 1913         | 2000     | Освітянка, зв'язкова, районова провідниця ОУН (серед жінок), їй підпорядковувалось 10 станиць на Гусятинщині. Репресована. |
| Бабуняк Ірина                               |         | «Ніна»                                                       | 1922         | 1945     | Окружна медична референтка Чортківського окружного проводу ОУН. Лицарка Бронзового хреста заслуги УПА. |
| Баб'як Іванна                               |         | «Помста», «Уляна»                                            | 1918 (1922)  | 1949     | Керівниця жіночої мережі, а відтак референтури УЧХ Бережанського окружного проводу ОУН. Референтка УЧХ Чортківсько-Бережанського окружного проводу ОУН. Довірена особа і зв'язкова члена Проводу ОУН Василя Кука. Лицарка Бронзового хреста заслуги УПА.                                    |
| Басараб Ольга                               |         |                                                              | 1889         | 1924     | Громадська діячка Галичини початку XX століття, учасниця Українського жіночого союзу (Відень), Союзу українок (Львів), дипломат УНР і ЗУНР. Замучена польською владою у в'язниці за приналежність до УВО.                                                                                   |
| Батринчук Марія                             |         | «Казка»                                                      | 1925         | 1946     | Референтка УЧХ Гусятинського районного та Теребовлянського надрайонного проводів ОУН, надрайонна виховниця Юнацтва ОУН, членкиня Теребовлянського надрайонного осередку пропаганди. Лицарка Срібного хреста заслуги УПА.                                                                    |
| Берковська Емілія                           |         | «Мотря»                                                      | 1921         | 2013     | Референтка УЧХ Долинського повітового/надрайонного проводу ОУН, лицарка Бронзового хреста заслуги УПА. |
| Бійовська Наталя                            |         | «Надія», «Надя»                                              | 1923         | 1947     | Субреферентка пропаганди Городенківського надрайонного проводу ОУН. Лицарка Бронзового хреста заслуги УПА. |
| Біляченко Ніна                              |         | «Зіна»                                                       |              |          | Лицарка «Бронзового Хреста Бойової Заслуги». |
| Винників Наталя                             |         | «Ада»                                                        | 1920         | 1942     | Підпільниця ОУН, учасниця Процесу 59-ти (засуджена до розстрілу), розстріляна нацистами. |
| Водоставська Надія                          |         | «Уляна»                                                      | 1925         | 1946     | Друкарка Косівського повітового проводу ОУН, референтка УЧХ Коломийського надрайонного проводу ОУН, зв'язкова Коломийського окружного проводу ОУН. Лицарка Срібного хреста заслуги УПА. |
| Галицька Артемізія                          |         | «Мотря», «Мі», «Юрко», «Федькович»                           | 1912         | 1985     | Голова проводу ОУН Буковини та Бессарабії, лицарка Бронзового Хреста Заслуги УПА. Арештована, катована та репресована. |
| Ганущак Юлія                                |         | «Галичанка»                                                  | 1915         | 1997     | Підпільниця ОУН-УПА, розвідниця, зв'язкова. Лицарка Бронзового Хреста Заслуги (1945), освітянка. |
| Гарабач Марія                               |         | «Оленка»                                                     | 1912         | 2012     | Підпільниця ОУН, політв'язень польських тюрем, громадська діячка в діаспорі. |
| Гасин Ольга                                 |         | «Леся»                                                       | 1913         | 1979     | Підпільниця ОУН-УПА, зв'язкова Олекси Гасина та Романа Шухевича, політв'язень. |
| Герасимович Анна, у шлюбі Герасимович-Когут |         | «Христя», «Лоза»                                             | 1899         | 1989     | Хрова диригентка та фольклористка, керувала хорами УПА, писала музику до віршів повстанських авторів, коректорка партизанських видань, зв'язкова ОУН-УПА. Політув'язнена радянських концтаборів.                                                                                            |
| Гнатківська Дарія                           |         | «Ода»                                                        | 1912         | 1989     | Діячка УВО. Зв'язкова КЕ ОУН ЗУЗ, членкиня жіночої бойово-розвідувальної групи ОУН під керівництвом Марії Кос (з Катериною Зарицькою, Вірою Свєнціцькою та Оленою Недзвєцькою). |
| Гнатюк Любов                                |         | «Біла», «Верба», «Квітка», «Русалка»                         | 1921         | 1945     | Діячка ОУН та УПА, лицарка Срібного хреста заслуги УПА. |
| Головінська Ольга                           |         | «Маруся»                                                     | 1919         | 1948     | Учасниця збройного підпілля ОУН у Збаразькому р-ні, лицарка Бронзового хреста бойової заслуги УПА. |
| Горчинська Ванда                            |         | «Домовина»                                                   | 1924         | 2022     | Зв'язкова та медсестра УПА, політв'язень. |
| Гресько Мирослава                           |         | «Зеня», «Марушка», «Уляна»                                   | 1922         | 2003     | Діячка ОУН і УПА. Референтка УЧХ Комарнівського районного проводу ОУН, лицарка Срібного хреста бойової заслуги УПА 1 класу. |
| Грицей (Винник) Оксана                      |         |                                                              | 1915         | 1988     | Членкиня ОУН, політв'язень польських тюрем. Майстер художнього різьблення і випалювання по дереву, член спілки художників України, заслужений майстер народної творчості України. |
| Грицина Орися (Ірина), у шлюбі Матешук      |         | «Маківка», «Бистриця»                                        | 1929         | 2018     | Членкиня ОУН, воячка УПА, Політичний в'язень, письменниця, Почесна громадянка Буського району. |
| Гросберг-Наконечна Ольга                    |         | «Степанівна», «Дарка»                                        | 1923         | 1993     | Діячка ОУН та УПА, лицарка Срібного хреста заслуги УПА. |
| Гунька Ганна                                |         | «Анька»                                                      | 1918 (1919)  | 1947     | Секретарка Революційного Проводу ОУН (б), секретарка СБ ОУН (б), референтка Українського Червоного Хреста Станіславського обласного проводу ОУН (б). |
| Гусяк Дарія                                 |         | «Дарка», «Нуся»                                              | 1924         | 2022     | Зв'язкова Романа Шухевича, політв'язень, нагороджена Орденом княгині Ольги ІІІ-го ступеня |
| Дидик Галина                                |         | «Анна», «Молочарка»                                          | 1912         | 1979     | Діячка ОУН, референтка підпільного Українського Червоного Хреста, референтка, зв'язкова і довірена особа Романа Шухевича, головного командира Української повстанської армії. |
| Дучимінська Ольга                           |         | «Ірма Остапівна»                                             | 1883         | 1988     | Письменниця, перекладачка, народна вчителька, феміністична активістка в Галичині, дослідниця Гуцульщини й Бойківщини. Співробітниця журналу «Жіноча Доля». Діячка ОУН. |
| Зарицька Катерина, у шлюбі Зарицька-Сорока  |         | «Монета»                                                     | 1914         | 1986     | Діячка ОУН, зв'язкова Романа Шухевича, з 1943 організаторка і керівниця УЧХ. В 1931—1932 у жіночій бойово-розвідувальній п'ятірці Марії Кос. Крайова провідниця жіночої мережі ОУН. З 1945 до 1947 — зв'язкова Шухевича, працювала у відділі пропаганди ОУН.                                |
| Ільків Ольга                                |         | «Роксоляна»                                                  | 1920         | 2021     | Зв'язкова Романа Шухевича, авторка поезій, статей та книги, нагороджена Орденом княгині Ольги ІІІ-го ступеня |
| Кіляр Марія                                 |         | «Устя»                                                       | 1920 (1922?) | 1944     | Членкиня ОУН. Учасниця похідних груп ОУН у Східну Україну. Референтка УЧХ Кременецького надрайонного проводу ОУН. Лицарка Срібного хреста заслуги УПА. |
| Комар Любов                                 |         |                                                              | 1919         | 2007     | Підпільниця ОУН, учасниця Процесу 59-ти (засуджена до розстрілу), радистка УПА. |
| Королюк Віра Васлівна                       |         |                                                              |              |          | Керівниця технічної ланки Ковельського окружного проводу ОУН Волинської області. |
| Кос Марія                                   |         |                                                              | 1914         | 1934     | Діячка УВО, очільниця жіночої бойово-розвідувальної п’ятірки ОУН (Катерина Зарицька, Дарія Гнатківська, Віра Свєнціцька та Олена Недзвєцька). |
| Кузьменко Галина                            |         | «Надя»                                                       | 1922         | 2000     | Кулеметниця УПА, пропагандистка ТВ-21 «Гуцульщина». |
| Лабунька Марія                              |         | «Ірина», «Ірина Сурмач»                                      | 1924         | 1996     | Окружний керівник УЧХ Ярославщини, провідниця жіночої мережі ОУН округи «Батурин» на Закерзонні, педагог, громадська діячка. |
| Левицька Зеновія                            |         | «Зена»                                                       | 1914         | 1940     | Крайова референтка жіночого сектору і зв'язку ОУН. |
| Лепкалюк Ірина                              |         | «Леся», «Орися», «Хмара»                                     | 1924         | 1947     | Громадська та військова діячка. Провідниця жіночої сітки ОУН, референтка УЧХ Коломийського окружного проводу ОУН, субреферентка його пропаганди. Воячка УПА, лицарка Срібного Хреста Заслуги.                                                                                               |
| Липова Ганна                                |         | «Тамара»                                                     | 1918         | 1946     | Референтка УЧХ Рогатинського районного, а відтак Рогатинського надрайонного проводів ОУН, розвідниця та санітарка збройного підпілля ОУН. Лицарка Срібного хреста заслуги УПА та Бронзового хреста бойової заслуги УПА. Активістка «Просвіти» та «Союзу українок», організаторка дитсадків. |
| Луканюк Ганна                               |         | «Вірна»                                                      |              |          | Надрайонна організаційна референтка ОУН Городенківщини, згодом Коломийщини. |
| Лукань Калина                               |         | «Галина», «Ч-11»                                             | 1925         | 1951     | Керівник техланки референтури пропаганди Коломийського надрайонного проводу ОУН, секретар районного проводу ОУН Косівщини. |
| Малярчин-Шпиталь Дарія                      |         | «Дарка»                                                      |              |          | Друкарка Головного осередку пропаганди ОУН-УПА. |
| Мацишин Марія                               |         | «Оксана»                                                     | 1930         | 1951     | Учасниця ОУН, УПА, лицарка Срібного Хреста Заслуги. Друкарка Калуського окружного проводу ОУН. |
| Мешко (Логуш) Катерина                      |         | «Озерська», «Верещак»                                        | 1913         | 1991     | Керівниця обласних проводів ОУН Луганщини та Криму, член УГВР. |
| Михнюк Олена                                |         | «Зеня», «Хмара»                                              | 1926         | 1950     | Референтка УЧХ Печеніжинського районного проводу ОУН, працівниця техланки референтури пропаганди Коломийського окружного проводу ОУН. Лицарка Срібного хреста заслуги УПА. |
| Мостович Олена                              |         | «Верба», «Круча»                                             | 1915         | 1945     | Референтка УЧХ Крайового проводу ОУН Північно-західних українських земель, лицарка Золотого хреста заслуги УПА та Срібного хреста заслуги УПА. |
| Новаківська Стефанія                        |         |                                                              | 1883         | ?        | Санітарка УСС, засновниця першого осередку УВО та ОУН на Закарпатті. |
| Недзвєцька Олена                            |         |                                                              | 1911         | 1998     | Діячка УВО, ОУН. Входила до жіночої бойово-розвідувальної п'ятірки ОУН Марії Кос. |
| Одинська Ольга                              |         | «Ксеня», «Оксана»                                            | 1923         | 1947     | Референтка УЧХ Косівського повітового, а відтак Коломийського повітового/надрайонного проводів ОУН, субреферентка пропаганди Коломийського надрайонного проводу ОУН. Лицарка Бронзового хреста заслуги УПА.                                                                                 |
| Павликевич Ірина                            |         | «Смерека»                                                    | 1922         | 1945     | Надрайонна провідниця жіночої мережі ОУН Надвірнянського району. |
| Паєвська Олександра                         |         | «Орися», «М-35»                                              | 1908         | 1953     | Зв'язкова, референтка пропаганди Окружного проводу ОУН. |
| Пашківська Марта                            |         | «Марта»                                                      | 1925         | 1949     | Зв'язкова командира УПА Романа Шухевича, композиторка, авторка «Повстанського танго» на слова Ольги Ільків. |
| Підгайна-Гуляк Теодозія                     |         | «Дарка»                                                      | 1921         | 1947     | Провідниця районового Українського Червоного Хреста. Друкарка при військовому штабі та командирові ВО-3 «Лисоня». |
| Плитка-Горицвіт Параска                     |         | «Ластівка»                                                   | 1927         | 1998     | Зв'язкова УПА, політв'язень. Згодом відома художниця, фотографиня, письменниця, фольклористка. |
| Попович Ганна                               |         | «Ружа»                                                       | 1925         | 2015     | Зв'язкова командира ВО-4 «Говерла» Миколи Твердохліба, політв'язень. Головна героїня художнього фільму «Жива». |
| Попович Оксана                              |         |                                                              | 1926         | 2004     | Районна провідниця ОУН, політв'язень, дисидентка,членкиня Української Гельсінської групи |
| П'ясецька Ангелина                          |         | «Наталка», «Зухра», «Маленька»                               | 1927         | 1948     | Зв'язкова Зиновія Тершаківця та Ярослава Дякона. |
| Ребет Дарія                                 |         | «Вільшинська»                                                | 1913         | 1992     | Голова Проводу ОУНЗ (1979–1991). |
| Романів Надія                               |         | «Віра», «Наталка», «Тирса»                                   | 1920         | 1949     | Зв'язкова Мирона-«Орлика», співробітниця СБ ОУН (б), учасниця ІІ-го Великого Збору ОУН (б) |
| Савицька (Голояд) Галина                    |         | «Ганна», «Марта», «Марта Гай», «Оксана», «Ярина», «Р.», «25» | 1922         | 2003     | Референтка пропаганди Яворівського надрайонного проводу ОУН, членкиня національної спілки письменників України, лицарка Срібного хреста заслуги УПА. |
| Савицька Ірина                              |         | «Бистра»                                                     | 1925         | 2015     | Діячка ОУН, заступниця референта УЧХ крайового проводу ОУН ЗУЗ, зв'язкова Романа Шухевича, Лицарка Бронзового хреста заслуги УПА. |
| Савчин Марія                                |         | «Марічка»                                                    | 1925         | 2013     | Провідниця підпільного юнацтва ОУН у Львові, надрайонова УЧХ Перемишльщини, зв'язкова референтури Служби Безпеки у Крайовому Проводі ОУН. Лицарка Бронзового хреста заслуги УПА. |
| Свєнціцька Віра                             |         |                                                              | 1913         | 1991     | Мистецтвознавиця, діячка УВО та ОУН, учасниця жіночої бойово-розвідувальної п'ятірки Марії Кос. Жертва сталінського терору. |
| Світлик Богдана-Марія                       |         | «Марія Дмитренко», «Доля», «Ясна», «Світла»                  | 1918         | 1948     | Письменниця; воячка УПА, керівниця Львівського міського жіночого проводу ОУН. |
| Семко Ярослава                              |         | «Тамара», «Ліда»                                             | 1924         | 1946     | Субреферентка та референтка УЧХ Долинського повітового проводу ОУН. Воячка УПА, лицарка Бронзового хреста заслуги УПА. |
| Сеник Ірина                                 |         |                                                              | 1926         | 2009     | Членкиня ОУН, працівниця відділу пропаганди, політв'язень. Згодом дисидентка та політична діячка. |
| Скаб Ярослава                               |         | «Варка», «Ганка», «Івга» («Ївга»?), «Оля»                    | 1916 (1918?) | ?        | Організаційна референтка тимчасового проводу Північно-східного краю «Степ». Уповноважена зі спецдоручень крайового проводу ОУН на ПЗУЗ та крайового військового штабу УПА-Північ. Лицарка Срібного та Бронзового хрестів заслуги УПА.                                                       |
| Стахів Теофілія (Філя Бзова)                |         | «Марія», «Маруся», «Ірина», «Ірина Мороз», «Марта», «Гава»   | 1911         | 2003     | Голова Підгаєцького повітового проводу ОУН, політв'язень польських тюрем, працівниця референтури пропаганди ОУН у Кракові. |
| Стецько Ярослава                            |         |                                                              | 1920         | 2003     | 2-й керівник Антибільшовицького блоку народів (АБН). 5-й Голова ОУН(б) (1991—2001). Перший лідер партії Конгрес українських націоналістів (КУН), Народний депутат України 2-го, 3-го та 4-го скликань.                                                                                      |
| Столяр Олена (Галина)                       |         |                                                              | 1917         | 1942     | Підпільниця ОУН, учасниця Процесу 59-ти (засуджена до розстрілу), розстріляна нацистами. |
| Теліга Олена                                |         |                                                              | 1906         | 1942 (?) | Поетеса та літературна критикиня, учасниця Київської похідної групи ОУН(м). Активістка Культурної референтури Проводу ОУН. Розстріляна нацистською владою. |
| Тимочко-Камінська Ірина                     |         | «Ніна», «Христя»                                             | 1923         | 2010     | Членкиня ОУН, повітова провідниця Українського Червоного Хреста, провідниця надрайону «Верховина». |
| Тисовська Стефанія                          |         |                                                              | ?            | ?        | Членкиня ОУН, командантка організації «Жіноча Січ» у складі Карпатської Січі |
| Філяк Віра, у шлюбі Крокіс                  |         | «Реня»                                                       | 1924         | 2016     | Зв'язкова УПА, створювала та навчала кущі УЧХ в околицях Галича та Бурштина, пізніше надрайонова УЧХ Рогатинщини. Багаторічна ув'язнена ГУЛАГу, громадська діячка. |
| Фоя Людмила                                 |         | «Оксана», «Марко Перелесник»                                 | 1923         | 1950     | Активістка УПА, учасниця контрозвідувальної операції проти карателів НКВС, співробітниця підпільної преси УПА. |
| Химинець Марія                              |         |                                                              | 1915         | 2014     | Членкиня ОУН, заступниця командантка організації «Жіноча Січ» у складі Карпатської Січі |
| Чемерис Ольга                               |         | «Дніпрова», «Вікторія», «Вогнезора»                          | 1925         | 1950     | Підпільниця ОУН (б), працівниця СБ ОУН (б). |
| Черешньовська Анна                          |         | «Тетяна»                                                     | 1926         | 1948     | Районова УЧХ, машиністка ТВ-24 «Маківка», розвідниця з бойовим досвідом |
| Чорна Марта                                 |         | «Медея»                                                      | невід.       | 1943     | Розвідниця ОУН(р), телеграфістка у німецькому штабі, завдяки їй врятовано сотні вояків ОУН-УПА. |
| Штепа Марія                                 |         | «Тополя»                                                     | 1925         | 2020     | Зв'язкова УПА, політв'язень. Письменниця, героїня документального фільму «Марія» з циклу «Жива УПА». |
| Шудрава Марія                               |         | «Женя»                                                       | 1921         | 1947     | Діячка ОУН та УПА, лицарка Бронзового хреста заслуги УПА. |
| Шуль Ірина                                  |         |                                                              | 1918         | 2020     | Членкиня ОУН, заарештована гестапо за реалізацію бофонів УПА, політв'язень нацистських таборів. |
| Якимович Надія                              |         | «Надя», «Оксана»                                             | 1924         | 1951     | Працівниця Головного осередку пропаганди ОУН, зв'язкова. |
| Янів (Мойсейович) Софія                     |         | «Мошко», «Смерека»                                           | 1908         | 2006     | Референтка жіноцтва Крайової Екзекутиви ОУН на Західно Українських Землях (1934–1935) |